# Ester Expósito
Ester Expósito Gayoso (Madrid, 26 de enero de 2000) es una actriz y modelo española, reconocida principalmente por su papel como Carla Rosón Caleruega en la serie Élite y por su interpretación de Lucía en la película Venus, dirigida por Jaume Balagueró.

## Biografía
Ester Expósito nació el 26 de enero de 2000 en Madrid, aunque su familia es originaria de Vivero en la Provincia de Lugo, Galicia.

### Carrera como actriz
Ester Expósito se interesó por el mundo artístico desde muy pequeña. Cuando terminó sus estudios con 16 años, realizó cursos de interpretación en su comunidad de origen. La actriz ganó los Premios de Teatro de Madrid en la categoría de Mejor Actriz en 2013 y 2015, por su papel en microteatro Woman en Red (2015). Su primera vez delante de una pantalla se dio en el año 2016 en la serie, por aquel entonces, de Antena 3 Vis a vis interpretando a la hija de Fernando. En ese mismo año apareció también en la serie Centro médico con el papel de Rosa Martín.
Su primer papel recurrente en una serie de televisión fue en Estoy vivo de TVE, donde interpretó a Ruth en la primera temporada de la serie, emitida en 2017. Obtuvo fama internacional al integrar el reparto de la serie juvenil de Netflix Élite en 2018, donde interpretó a Carla Rosón hasta 2020. Tras el éxito en la serie, fichó por dos películas distribuidas por Netflix: Cuando los ángeles duermen y Tu hijo, en ambas con un papel principal. En 2021 retoma su papel como Carla Rosón en Élite: Historias Breves, un spin-off de Élite.
A principios de 2019 aparece en la serie de TVE La caza. Monteperdido, donde interpreta a Lucía Castán Grau, una de las niñas desaparecidas. También en 2019 se anuncia su participación en la nueva serie de Netflix Alguien tiene que morir, la cual fue estrenada en octubre de 2020, donde interpreta a Cayetana Aldama. En 2020 también hace una participación especial en Veneno para Atresplayer Premium, interpretando a Machús Osinaga, una periodista real del programa Esta noche cruzamos el Mississippi. Además, en diciembre de 2020 iba a estrenar la película Mamá o papá, bajo la dirección de Dani de la Orden, junto a Paco León y Miren Ibarguren, aunque la película fue finalmente estrenada en diciembre de 2021 por la crisis del COVID-19.
En agosto de 2021 se anunció su colaboración en la película Rainbow, dirigida por Paco León. En octubre del mismo año acudió como invitada al Festival de Cine de Sitges, junto a Álex de la Iglesia, Carolina Bang y Jaume Balagueró para anunciar su papel protagonista en el largometraje dirigido por Balagueró titulado Venus, cuyo rodaje comenzó en noviembre. La película se estrenó en diciembre de 2022 y por su actuación ganó el premio Fotogramas de Plata a la mejor actriz de cine. En 2023 presentó en el Festival de cine de Cannes la película mexicana Perdidos en la noche, en la que interpretó a una de las protagonistas. Ese mismo año se anunció su papel principal en la película de terror El llanto, dirigida por Pedro Martín Calero, en la que interpreta a Andrea, una mujer que lidia con una extraña presencia.
En abril de 2023, la plataforma Netflix anunció que volvería a contar con la actriz para protagonizar la serie mexicana Bandidos, junto a Alfonso Dosal, que se estrenó en marzo de 2024 interpretando a Lili.

### Éxito internacional
Gracias a su participación en la serie de Netflix Élite, se ha convertido en una celebridad en redes sociales. La actriz es la española más seguida en Instagram con más de 26 millones de seguidores. Este hecho la convierte en reclamo de marcas y firmas de lujo como Yves Saint Laurent. En abril de 2020 publicó un vídeo bailando  «El efecto» (canción de Rauw Alejandro y Chencho Corleone) en su cuenta de Instagram que se convirtió en la publicación con más reproducciones en la historia de la red social, por encima de publicaciones de Kylie Jenner, Kim Kardashian o Selena Gómez. El vídeo fue publicado el 11 de abril de 2020 y a marzo de 2021 acumulaba más de 92 millones de reproducciones, casi el doble de la población de toda España. En agosto de 2021 se convirtió en imagen de la marca Dolce&Gabbana.

## Filmografía

### Televisión
| Año       | Título                  | Personaje                     | Notas                                              |
| --------- | ----------------------- | ----------------------------- | -------------------------------------------------- |
| 2016      | Centro médico           | Rosa Martín / Julieta Capote  | 2 episodios                                        |
| 2016–2018 | Vis a vis               | Hija de Fernando              | Colaboración especial; 2 episodios (temporada 2-3) |
| 2017      | Estoy vivo              | Ruth                          | Elenco recurrente; 8 episodios (temporada 1)       |
| 2018–2020 | Élite                   | Carla Rosón Caleruega         | Elenco principal; 24 episodios (temporada 1-3)     |
| 2019      | La caza. Monteperdido   | Lucía Castán Grau             | Elenco recurrente; 7 episodios (temporada 1)       |
| 2020      | Veneno                  | Machús Osinaga                | Colaboración especial; 2 episodios                 |
| 2020      | Alguien tiene que morir | Cayetana Aldama               | Elenco principal; 3 episodios                      |
| 2021      | Élite: historias breves | Carla Rosón Caleruega         | Elenco principal; 3 episodios                      |
| 2021      | Peace Peace Now Now     | Ella misma                    | 1 episodio                                         |
| 2024–2025 | Bandidos                | Liliana «Lilí» Gómez Espinoza | Elenco principal; 14 episodios                     |

### Cine
| Año  | Título                     | Personaje     | Director            | Notas                      |
| ---- | -------------------------- | ------------- | ------------------- | -------------------------- |
| 2016 | Que Dios nos perdone       | Chica         | Rodrigo Sorogoyen   | Sin acreditar              |
| 2017 | Martina ¡Ay! Martina       | Martina       | Fátima Martín       | Cortometraje               |
| 2018 | Cuando los ángeles duermen | Silvia        | Gonzalo Bendala     |                            |
| 2018 | Tu hijo                    | Andrea        | Miguel Ángel Vivas  |                            |
| 2021 | Mamá o papá                | Claudia       | Dani de la Orden    |                            |
| 2022 | Rainbow                    | Modelo        | Paco León           | Cameo; película de Netflix |
| 2022 | Venus                      | Lucía         | Jaume Balagueró     |                            |
| 2023 | Perdidos en la noche       | Mónica Aldama | Amat Escalante      |                            |
| 2024 | El llanto                  | Andrea        | Pedro Martín-Calero |                            |

### Vídeos musicales
| Año  | Título          | Artista         |
| ---- | --------------- | --------------- |
| 2019 | Oye Pablo       | Danna Paola     |
| 2019 | DOSIS           | Dvicio          |
| 2020 | Fácil           | Nya de la Rubia |
| 2020 | Contigo         | Danna Paola     |
| 2021 | Ni una más      | Aitana          |
| 2021 | Muñequita linda | Najwa Nimri     |

## Premios y nominaciones
| Premio                      | Año  | Categoría                                             | Trabajo nominado        | Resultado | Ref.   |
| --------------------------- | ---- | ----------------------------------------------------- | ----------------------- | --------- | ------ |
| Fotogramas de Plata         | 2022 | Mejor actriz de cine                                  | Venus                   | Ganadora  | [ 17 ] |
| GQ México Men of The Year   | 2023 | Actriz del año                                        | Trayectoria             | Ganadora  | [ 27 ] |
| GQ España Men of The Year   | 2023 | Mujer del año                                         | Trayectoria             | Ganadora  | [ 28 ] |
| Premios MiM Series          | 2021 | Premio joven talento                                  | Trayectoria             | Ganadora  | [ 29 ] |
| Premios Platino             | 2021 | Mejor interpretación femenina de reparto en miniserie | Alguien tiene que morir | Nominada  | [ 30 ] |
| Socialiteen Awards          | 2020 | Actriz juvenil española del año                       | Trayectoria             | Ganadora  | [ 31 ] |
| Socialiteen Awards          | 2021 | Actriz juvenil española del año                       | Trayectoria             | Ganadora  |        |
| Unión de Actores y Actrices | 2022 | Mejor actriz de reparto de televisión                 | Veneno                  | Nominada  | [ 32 ] |